# リュミエール映画祭
リュミエール映画祭（リュミエールえいがさい、フランス語: Festival Lumière）は、2009年以来、毎年10月に、フランスのメトロポール・ド・リヨンで開催される映画祭。この映画祭は、1895年にリヨンでシネマトグラフを発明したリュミエール兄弟に因んで名付けられたものであり、リュミエール研究所が運営に当たっている。
この映画祭は、映画史に焦点を当てており、過去の作品の修復されたプリントによる上映や、回顧企画、顕彰企画などが中心となっている。この映画祭で贈られるリュミエール賞 (Prix Lumière) は、国際的に活躍した映画人の業績や功績を讃えて贈られるもので、毎年、この映画祭の期間中に授与される。

## リュミエール賞受賞者
| 年   | 受賞者                         | 注記   |
| ---- | ------------------------------ | ------ |
| 2009 | クリント・イーストウッド       | [ 3 ]  |
| 2010 | ミロス・フォアマン             | [ 4 ]  |
| 2011 | ジェラール・ドパルデュー       | [ 5 ]  |
| 2012 | ケン・ローチ                   | [ 6 ]  |
| 2013 | クエンティン・タランティーノ   | [ 7 ]  |
| 2014 | ペドロ・アルモドバル           | [ 2 ]  |
| 2015 | マーティン・スコセッシ         | [ 8 ]  |
| 2016 | カトリーヌ・ドヌーヴ           | [ 9 ]  |
| 2017 | ウォン・カーウァイ             | [ 10 ] |
| 2018 | ジェーン・フォンダ             | [ 11 ] |
| 2019 | フランシス・フォード・コッポラ | [ 12 ] |
| 2020 | ダルデンヌ兄弟                 | [ 13 ] |
| 2021 | ジェーン・カンピオン           | [ 14 ] |
| 2022 | ティム・バートン               | [ 15 ] |